# Zlatá Olešnice (okres Jablonec nad Nisou)
Zlatá Olešnice (německy Woleschnitz) je obec, která se nachází v okrese Jablonec nad Nisou v Libereckém kraji. Žije zde 503 obyvatel. Obcí protéká potok Zlatník.

## Historie
První písemná zmínka o vesnici pochází z roku 1352. Od 25. března 2005 obec užívá znak a vlajku.
V noci z 16. na 17. července 2020 byla nalita do místního koupaliště velmi silná žíravina. Případ řešila Policie ČR, vzorek vody byl poslán na analýzu do Hradce Králové. Koupaliště muselo být uzavřeno.

## Části obce
- Zlatá Olešnice (k. ú. Zlatá Olešnice Navarovská a Zlatá Olešnice Semilská)
- Lhotka (k. ú. Lhotka u Zlaté Olešnice)
- Návarov (někdy nazýván též Navarov; k. ú. Lhotka u Zlaté Olešnice)
- Stanový (dříve Stanov; k. ú. Stanový)

## Pamětihodnosti
- Zřícenina hradu Návarov
- Kostel svatého Martina – římskokatolický, postaven v letech 1780–1784 v pozdně barokním slohu, vysvěcen v říjnu 1784; roku 1933 byla původní šindelová krytina nahrazena plechem; v letech 1970–72 provedena generální oprava.
- Sousoší Piety
- Rodný dům Antala Staška ve Stanovém
- Zámeček  v Návarově ( dnes v soukromých rukách)

## Galerie

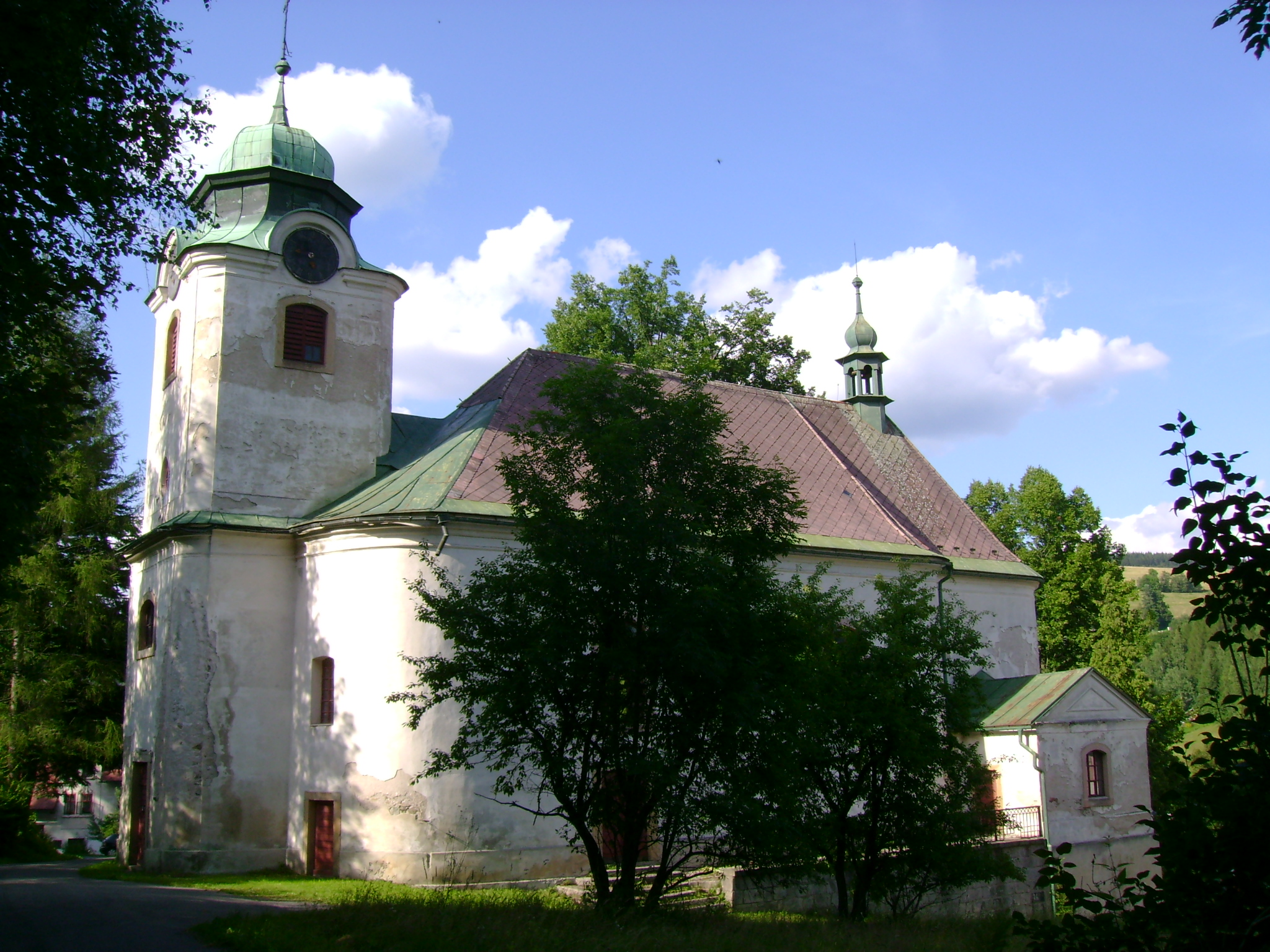
Kostel svatého Martina
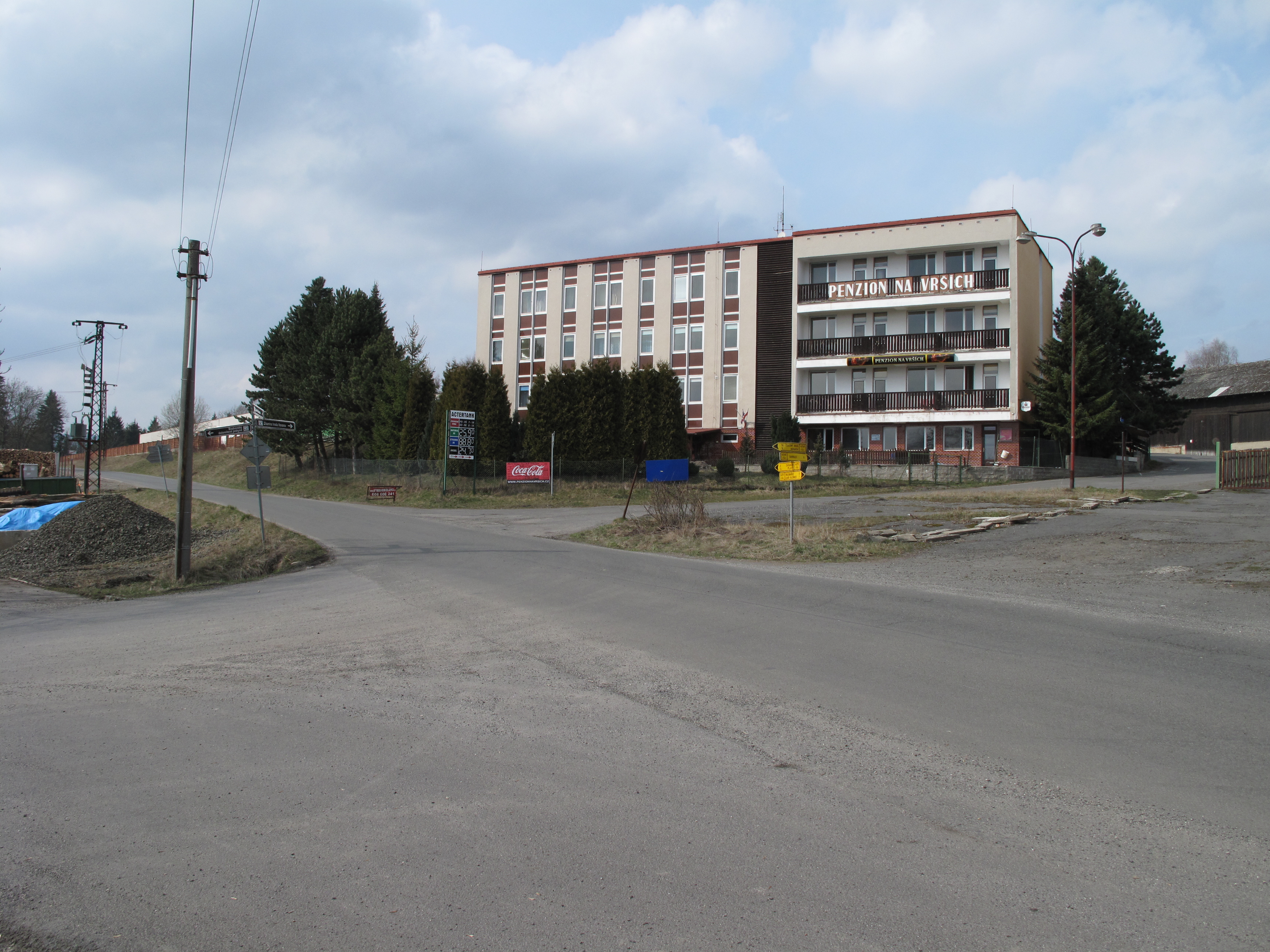
Pension Na Vrších
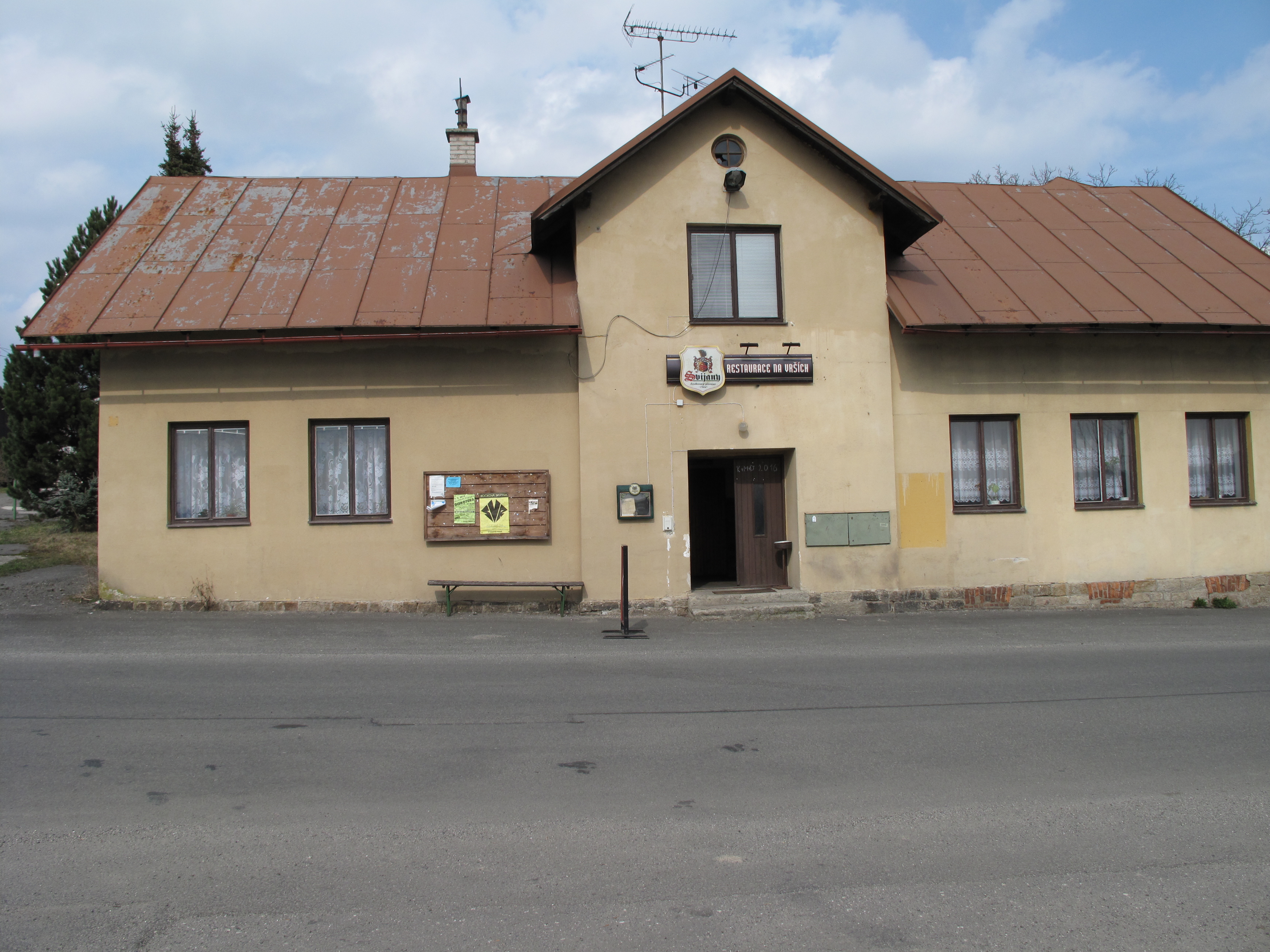
Hospoda
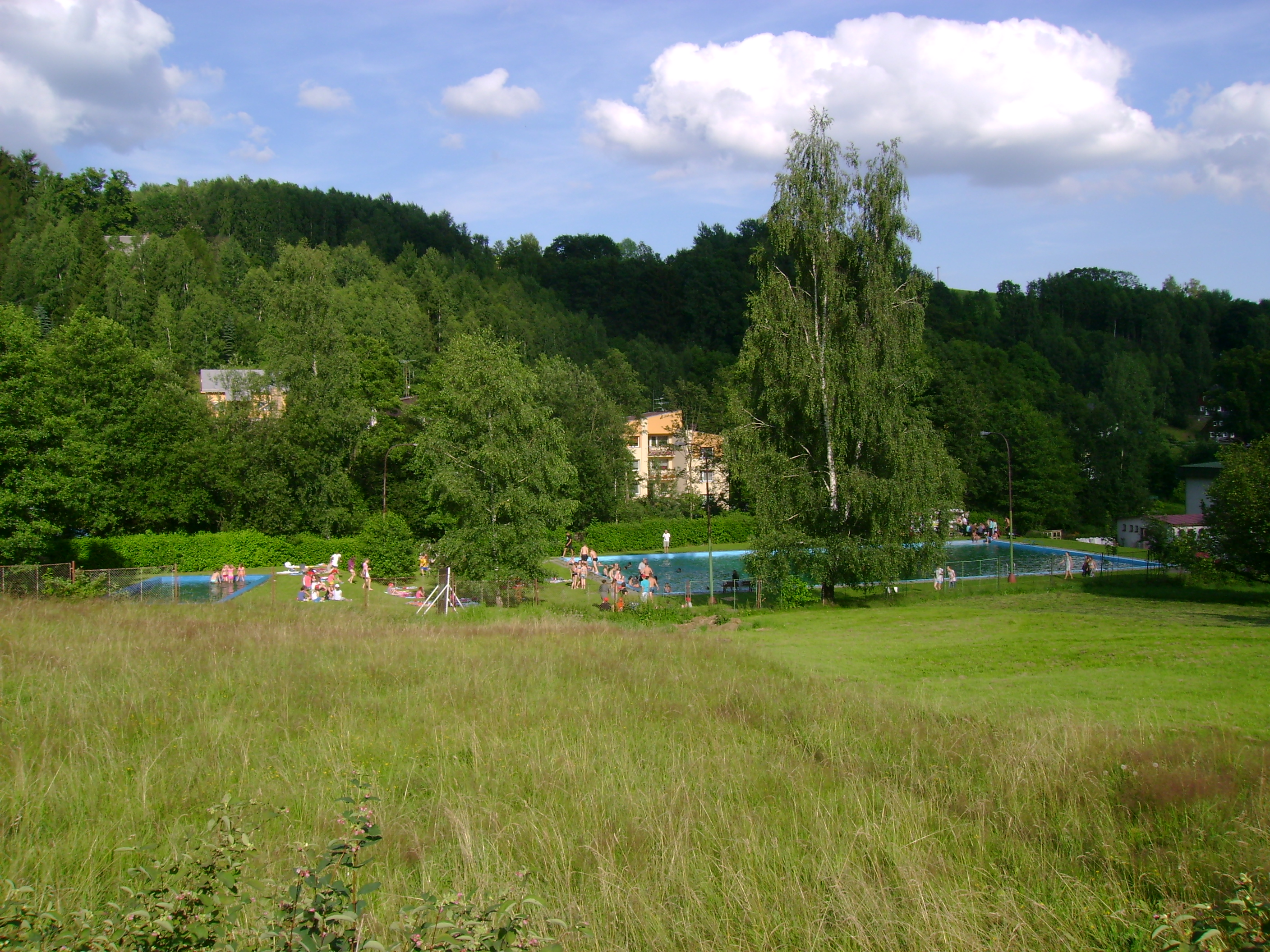
Koupaliště